# District de Mangochi
Mangochi est un district du Malawi situé en région Sud. Sa capitale est la ville de Mangochi. Sa population atteint 1 148 611 habitants en 2018, ce qui en fait le plus peuplé de la région Sud et le deuxième du pays après celui de la capitale Lilongwe.